# 杜希全
杜希全（8世纪—794年），唐朝京兆府醴泉县（今陕西省礼泉县）人。
杜希全少年从军，担任郭子仪的裨将，因功升任为朔方军节度使，治军严整，士卒悦服。建中年间，授灵州大都督、兼本管及夏绥节度都统。唐德宗逃奔奉天，杜希全首先率领所部赴难。德宗回到京师，任命他为灵、盐、丰、夏等州节度使。赴任前，献《体要》，规谏皇帝，德宗采纳。以盐州为军事要地，请在此地筑城，六千人二十天修筑完毕，吐蕃于是不敢轻入。晚年越法横肆、诬害部将、恣纵不法，德宗多次为他掩饰。著有《新集兵书要诀》。

## 延伸阅读
[在维基数据编辑]
 《舊唐書/卷144》，出自刘昫《舊唐書》
 《新唐書·卷156》，出自《新唐書》